# Cámara de Representantes de la Provincia de Misiones
La Cámara de Representantes de la Provincia de Misiones es el cuerpo legislativo de la provincia argentina de Misiones. Es la única cámara encargada de la elaboración de leyes en esta provincia y está formada por 40 diputados.
La mitad de sus miembros se renueva por elección popular cada dos años para un período de cuatro años. Los diputados representan directamente al pueblo de la Provincia en distrito único.

## Composición actual (2023-2025)
Todos los diputados comienzan su mandato el 10 de diciembre y lo terminan el 9 de diciembre de los años correspondientes, excepto cuando se indique otra fecha.
| Diputado                             | Bloque | Bloque                                              | Inicio del Mandato | Fin del Mandato |
| ------------------------------------ | ------ | --------------------------------------------------- | ------------------ | --------------- |
| Blanca Ester Álvez                   |        | Partido Agrario y Social - Frente de Todos          | 2021               | 2025            |
| Alejandro Fabián Arnhold             |        | Frente Renovador de la Concordia                    | 2023               | 2027            |
| Astrid Anna Carolina Baetke          |        | Frente Renovador de la Concordia                    | 2023               | 2025            |
| Rudi Samuel Bundziak                 |        | Frente Renovador de la Concordia                    | 2023               | 2027            |
| Sara Carolina Butvilofsky            |        | Frente Renovador de la Concordia                    | 2023               | 2027            |
| Felicia Mabel Cáceres                |        | Frente Renovador de la Concordia                    | 2021               | 2025            |
| Cristian Gabriel Castro              |        | Partido Agrario y Social - Frente de Todos          | 2023               | 2027            |
| Anazul Centeno                       |        | Frente Renovador de la Concordia                    | 2023               | 2027            |
| Jorge Martín Cesino                  |        | Frente Renovador de la Concordia                    | 2021               | 2025            |
| Gladys Haydee Cornelius              |        | Unión Cívica Radical                                | 2021               | 2025            |
| Karen Victoria Fiege Wutzke          |        | Frente Renovador de la Concordia                    | 2021               | 2025            |
| Francisco Fonseca                    |        | Unión Cívica Radical                                | 2023               | 2027            |
| Selva Mikaela Daniela González Coria |        | Propuesta Republicana                               | 2021               | 2025            |
| Oscar Herrera Ahuad                  |        | Frente Renovador de la Concordia                    | 2023               | 2027            |
| Germán Kiczka                        |        | Activar                                             | 2021               | 2024            |
| Rosa Margarita Kurtz                 |        | Unión Cívica Radical                                | 2023               | 2027            |
| Analía Bibiana Labandoczka           |        | Propuesta Republicana                               | 2023               | 2027            |
| Waldovino Enio Lemes                 |        | Frente Renovador de la Concordia                    | 2023               | 2027            |
| Jorge Alberto Lezcano                |        | Frente Renovador de la Concordia                    | 2021               | 2025            |
| Horacio Guido Loreiro                |        | Propuesta Republicana                               | 2021               | 2025            |
| Santiago Javier Mansilla             |        | Encuentro Popular Agrario y Social para la Victoria | 2021               | 2025            |
| María del Carmen Méndez Ason         |        | Frente Renovador de la Concordia                    | 2023               | 2027            |
| Blanca Raquel Núñez                  |        | Frente Renovador de la Concordia                    | 2023               | 2027            |
| Miguel Orlando Núñez                 |        | Propuesta Republicana                               | 2023               | 2027            |
| José Luis Pastori                    |        | Frente Renovador de la Concordia                    | 2023               | 2027            |
| Héctor Rafael Pereyra Pigerl         |        | Frente Renovador de la Concordia                    | 2021               | 2025            |
| Ariel Fernando Pianesi               |        | Unión Cívica Radical                                | 2021               | 2025            |
| Pedro Ramón Puerta                   |        | Activar                                             | 2023               | 2027            |
| Rolando Ariel Roa                    |        | Frente Renovador de la Concordia                    | 2021               | 2025            |
| Elvio Ceferino Rodríguez             |        | Frente Renovador de la Concordia                    | 2021               | 2025            |
| Silvia Araceli Rojas                 |        | Frente Renovador de la Concordia                    | 2023               | 2027            |
| Carlos Rovira                        |        | Frente Renovador de la Concordia                    | 2023               | 2027            |
| Martín Braulio Sancho                |        | Encuentro Popular Agrario y Social para la Victoria | 2021               | 2025            |
| Norma Raquel Sawicz                  |        | Frente Renovador de la Concordia                    | 2021               | 2025            |
| María Heidy Schierse                 |        | Frente Renovador de la Concordia                    | 2023               | 2027            |
| Juan José Szychowski                 |        | Frente Renovador de la Concordia                    | 2023               | 2027            |
| Lilia Noemí Torres                   |        | Unión Cívica Radical                                | 2021               | 2025            |
| Antonia Suzel Vaider                 |        | Frente Renovador de la Concordia                    | 2021               | 2025            |
| Mario Ramón Vialey                   |        | Frente Renovador de la Concordia                    | 2021               | 2025            |
| Alicia Beatriz Zalesak               |        | Frente Renovador de la Concordia                    | 2023               | 2027            |

## Composición histórica
| 2021-2023                            | 2021-2023 | 2021-2023                                           | 2021-2023          | 2021-2023       |
| Diputado                             | Bloque    | Bloque                                              | Inicio del Mandato | Fin del Mandato |
| ------------------------------------ | --------- | --------------------------------------------------- | ------------------ | --------------- |
| Blanca Ester Álvez                   |           | Encuentro Popular Agrario y Social para la Victoria | 2021               | 2025            |
| Soledad Balán                        |           | Frente Renovador de la Concordia                    | 2019               | 2023            |
| María Cristina Bandera               |           | Frente Renovador de la Concordia                    | 2019               | 2023            |
| Verónica Adriana Bezus               |           | Frente Renovador de la Concordia                    | 2019               | 2023            |
| Felicia Mabel Cáceres                |           | Frente Renovador de la Concordia                    | 2021               | 2025            |
| Anazul Centeno                       |           | Frente Renovador de la Concordia                    | 2019               | 2023            |
| Jorge Martín Cesino                  |           | Frente Renovador de la Concordia                    | 2021               | 2025            |
| Gladys Haydee Cornelius              |           | Unión Cívica Radical                                | 2021               | 2025            |
| Isidro Javier Duarte                 |           | Frente Renovador de la Concordia                    | 2021               | 2023            |
| Laura Grisel Duarte                  |           | Frente Renovador de la Concordia                    | 2019               | 2023            |
| Karen Victoria Fiege Wutzke          |           | Frente Renovador de la Concordia                    | 2021               | 2025            |
| Jorge Daniel Franco                  |           | Frente Renovador de la Concordia                    | 2019               | 2023            |
| Selva Mikaela Daniela González Coria |           | Propuesta Republicana                               | 2021               | 2025            |
| Germán Kiczka                        |           | Activar                                             | 2021               | 2025            |
| Jorge Eduardo Lacour                 |           | Unión Cívica Radical                                | 2019               | 2023            |
| Jorge Alberto Lezcano                |           | Frente Renovador de la Concordia                    | 2021               | 2025            |
| Héctor Ricardo Llera                 |           | Frente Renovador de la Concordia                    | 2019               | 2023            |
| Horacio Guido Loreiro                |           | Propuesta Republicana                               | 2021               | 2025            |
| Santiago Javier Mansilla             |           | Encuentro Popular Agrario y Social para la Victoria | 2021               | 2025            |
| Rita Vanesa Núñez                    |           | Frente Renovador de la Concordia                    | 2019               | 2023            |
| Ramón Omar Olsson                    |           | Frente Renovador de la Concordia                    | 2019               | 2023            |
| Hugo Passalacqua                     |           | Frente Renovador de la Concordia                    | 2019               | 2023            |
| Héctor Rafael Pereyra Pigerl         |           | Frente Renovador de la Concordia                    | 2021               | 2025            |
| Julio Alfredo Petterson              |           | Frente Renovador de la Concordia                    | 2019               | 2023            |
| Ariel Fernando Pianesi               |           | Unión Cívica Radical                                | 2021               | 2025            |
| Jorge Ubaldo Ratier Berrondo         |           | Propuesta Republicana                               | 2019               | 2023            |
| Rolando Ariel Roa                    |           | Frente Renovador de la Concordia                    | 2021               | 2025            |
| Elvio Ceferino Rodríguez             |           | Frente Renovador de la Concordia                    | 2021               | 2025            |
| Sonia Elizabeth Rojas Decut          |           | Frente Renovador de la Concordia                    | 2021               | 2023            |
| Silvia Araceli Rojas                 |           | Frente Renovador de la Concordia                    | 2019               | 2023            |
| Lucas Aníbal Romero                  |           | Frente Renovador de la Concordia                    | 2019               | 2023            |
| Carlos Rovira                        |           | Frente Renovador de la Concordia                    | 2019               | 2023            |
| Yamila Lisette Ruiz                  |           | Frente Renovador de la Concordia                    | 2019               | 2023            |
| Martín Braulio Sancho                |           | Encuentro Popular Agrario y Social para la Victoria | 2021               | 2025            |
| Norma Raquel Sawicz                  |           | Frente Renovador de la Concordia                    | 2021               | 2025            |
| Martín Aníbal Sereno                 |           | Partido Agrario y Social                            | 2019               | 2023            |
| Lilia Noemí Torres                   |           | Unión Cívica Radical                                | 2021               | 2025            |
| Antonia Suzel Vaider                 |           | Frente Renovador de la Concordia                    | 2021               | 2025            |
| Roxana Paola Velázquez Larraburu     |           | Propuesta Republicana                               | 2019               | 2023            |
| Mario Ramón Vialey                   |           | Frente Renovador de la Concordia                    | 2021               | 2025            |

| 2019-2021                        | 2019-2021 | 2019-2021                        | 2019-2021          | 2019-2021       |
| Diputado                         | Bloque    | Bloque                           | Inicio del Mandato | Fin del Mandato |
| -------------------------------- | --------- | -------------------------------- | ------------------ | --------------- |
| Mariela Beatriz Aguirre          |           | Frente Renovador de la Concordia | 2017               | 2021            |
| Soledad Balán                    |           | Frente Renovador de la Concordia | 2019               | 2023            |
| María Cristina Bandera           |           | Frente Renovador de la Concordia | 2019               | 2023            |
| Julio César Barreto              |           | Frente Renovador de la Concordia | 2017               | 2021            |
| Verónica Adriana Bezus           |           | Frente Renovador de la Concordia | 2019               | 2023            |
| Marta Bragañolo                  |           | Frente Renovador de la Concordia | 2020               | 2021            |
| Anazul Centeno                   |           | Frente Renovador de la Concordia | 2019               | 2023            |
| Jorge Martín Cesino              |           | Frente Renovador de la Concordia | 2017               | 2021            |
| Laura Grisel Duarte              |           | Frente Renovador de la Concordia | 2019               | 2023            |
| Jorge Daniel Franco              |           | Frente Renovador de la Concordia | 2019               | 2023            |
| Rossana Marli Franco             |           | Frente Renovador de la Concordia | 2017               | 2021            |
| Roque Ramón Gervasoni            |           | Frente Renovador de la Concordia | 2017               | 2021            |
| Avelino González                 |           | Frente Renovador de la Concordia | 2019               | 2021            |
| Gustavo Alberto González         |           | Unión Cívica Radical             | 2017               | 2021            |
| Jorge Eduardo Lacour             |           | Unión Cívica Radical             | 2019               | 2023            |
| Pablo Isaac Lenguaza             |           | Partido Agrario y Social         | 2017               | 2021            |
| Héctor Ricardo Llera             |           | Frente Renovador de la Concordia | 2019               | 2023            |
| Miguel Ángel López Vedoya        |           | Propuesta Republicana            | 2017               | 2021            |
| Paulino Javier Mela              |           | Unión Cívica Radical             | 2017               | 2021            |
| Inés Anita Minder                |           | Unión Cívica Radical             | 2017               | 2021            |
| Rita Vanesa Núñez                |           | Frente Renovador de la Concordia | 2019               | 2023            |
| Ramón Omar Olsson                |           | Frente Renovador de la Concordia | 2019               | 2023            |
| Jorge Raúl Páez                  |           | Partido Agrario y Social         | 2019               | 2021            |
| Hugo Passalacqua                 |           | Frente Renovador de la Concordia | 2019               | 2023            |
| Héctor Rafael Pereyra Pigerl     |           | Frente Renovador de la Concordia | 2017               | 2021            |
| Giuliana Perini                  |           | Partido Agrario y Social         | 2017               | 2021            |
| Julio Alfredo Petterson          |           | Frente Renovador de la Concordia | 2019               | 2023            |
| Ariel Fernando Pianesi           |           | Unión Cívica Radical             | 2017               | 2021            |
| Jorge Ubaldo Ratier Berrondo     |           | Propuesta Republicana            | 2019               | 2023            |
| Orlando Ramón Revinski           |           | Frente Renovador de la Concordia | 2017               | 2021            |
| José Roberto Rocholl             |           | Propuesta Republicana            | 2017               | 2021            |
| Liliana Mabel Rodríguez          |           | Libertad, Valor y Cambio         | 2017               | 2021            |
| Natalia Raquel Rodríguez         |           | Frente Renovador de la Concordia | 2017               | 2021            |
| Silvia Araceli Rojas             |           | Frente Renovador de la Concordia | 2019               | 2023            |
| Lucas Aníbal Romero              |           | Frente Renovador de la Concordia | 2019               | 2023            |
| Carlos Rovira                    |           | Frente Renovador de la Concordia | 2019               | 2023            |
| Mario Roberto Ruhmling           |           | Frente Renovador de la Concordia | 2017               | 2021            |
| Yamila Lisette Ruiz              |           | Frente Renovador de la Concordia | 2019               | 2023            |
| Martín Aníbal Sereno             |           | Partido Agrario y Social         | 2019               | 2023            |
| Roxana Paola Velázquez Larraburu |           | Propuesta Republicana            | 2019               | 2023            |

| 2017-2019                    | 2017-2019 | 2017-2019                        | 2017-2019          | 2017-2019       |
| Diputado                     | Bloque    | Bloque                           | Inicio del Mandato | Fin del Mandato |
| ---------------------------- | --------- | -------------------------------- | ------------------ | --------------- |
| Mariela Beatriz Aguirre      |           | Frente Renovador de la Concordia | 2017               | 2021            |
| Oscar Francisco Alarcón      |           | Frente Renovador de la Concordia | 2015               | 2019            |
| Rosana Elizabeth Argüello    |           | Frente Renovador de la Concordia | 2015               | 2019            |
| Julio César Barreto          |           | Frente Renovador de la Concordia | 2017               | 2021            |
| Lucas Martín Cácerez         |           | Frente Renovador de la Concordia | 2015               | 2019            |
| Jorge Martín Cesino          |           | Frente Renovador de la Concordia | 2017               | 2021            |
| Nicolás Martín Daviña        |           | Frente Renovador de la Concordia | 2015               | 2019            |
| Héctor Alfredo Escobar       |           | Frente Renovador de la Concordia | 2015               | 2019            |
| Raúl Andrés Flach            |           | Frente Renovador de la Concordia | 2015               | 2019            |
| Orlando Ramón Franco         |           | Frente Renovador de la Concordia | 2015               | 2019            |
| Rossana Marli Franco         |           | Frente Renovador de la Concordia | 2017               | 2021            |
| Roque Ramón Gervasoni        |           | Frente Renovador de la Concordia | 2017               | 2021            |
| Silvana Andrea Giménez       |           | Frente Renovador de la Concordia | 2015               | 2019            |
| Gustavo Alberto González     |           | Unión Cívica Radical             | 2017               | 2021            |
| Carlos Goring                |           | Partido Agrario y Social         | 2017               | 2019            |
| Víctor Jorge Kreimer         |           | Trabajo y Progreso               | 2015               | 2019            |
| Pablo Isaac Lenguaza         |           | Partido Agrario y Social         | 2017               | 2021            |
| Miguel Ángel López Vedoya    |           | Propuesta Republicana            | 2017               | 2021            |
| Paulino Javier Mela          |           | Unión Cívica Radical             | 2017               | 2021            |
| Inés Anita Minder            |           | Unión Cívica Radical             | 2017               | 2021            |
| Walter Eduardo Molina        |           | Unión Cívica Radical             | 2015               | 2019            |
| Alba Beatriz Nilsson         |           | Propuesta Republicana            | 2015               | 2019            |
| Elsa Cristina Novoa          |           | Frente Renovador de la Concordia | 2015               | 2019            |
| Héctor Rafael Pereyra Pigerl |           | Frente Renovador de la Concordia | 2017               | 2021            |
| Giuliana Perini              |           | Partido Agrario y Social         | 2017               | 2021            |
| Jorge Rubén Petersen         |           | Frente Renovador de la Concordia | 2015               | 2019            |
| Ariel Fernando Pianesi       |           | Unión Cívica Radical             | 2017               | 2021            |
| Juan Pablo Ramírez           |           | Frente Renovador de la Concordia | 2015               | 2019            |
| Jorge Ubaldo Ratier Berrondo |           | Propuesta Republicana            | 2015               | 2019            |
| María Inés Rebollo           |           | Frente Renovador de la Concordia | 2015               | 2019            |
| Orlando Ramón Revinski       |           | Frente Renovador de la Concordia | 2017               | 2021            |
| José Roberto Rocholl         |           | Propuesta Republicana            | 2017               | 2021            |
| Juan Marcelo Rodríguez       |           | Frente Renovador de la Concordia | 2015               | 2019            |
| Liliana Mabel Rodríguez      |           | Libertad, Valor y Cambio         | 2017               | 2021            |
| Natalia Raquel Rodríguez     |           | Frente Renovador de la Concordia | 2017               | 2021            |
| Silvia Araceli Rojas         |           | Unidos por una Nueva Alternativa | 2015               | 2019            |
| Carlos Eduardo Rovira        |           | Frente Renovador de la Concordia | 2015               | 2019            |
| Mario Roberto Ruhmling       |           | Frente Renovador de la Concordia | 2017               | 2021            |
| Martín Aníbal Sereno         |           | Partido Agrario y Social         | 2015               | 2019            |
| Isaac Humberto Sevi          |           | Frente Renovador de la Concordia | 2017               | 2020            |